# Rosa paniculigera
Rosa paniculigera — вид рослин з родини трояндових (Rosaceae).

## Опис
Кущ заввишки ≈ 2 метри. На гілках широкі шипи. Дрібне листя, складене з 5–9 листочків. Має великі волотисті суцвіття з безліччю дрібних квіток. Квітки білі, діаметром від 2 до 3 см, з'являються в червні. Округлі та червоні плоди восени.

## Поширення
Ендемік Японії (пд.-зх. Хонсю, пн. Шикоку, пн. Кюсю).